# Nuzvid
Nuzvid è una suddivisione dell'India, classificata come municipality, di 50.338 abitanti, situata nel distretto di Krishna, nello stato federato dell'Andhra Pradesh. In base al numero di abitanti la città rientra nella classe II (da 50.000 a 99.999 persone).

## Geografia fisica
La città è situata a 16° 46' 60 N e 80° 50' 60 E e ha un'altitudine di 87 m s.l.m..

## Società

### Evoluzione demografica
Al censimento del 2001 la popolazione di Nuzvid assommava a 50.338 persone, delle quali 25.515 maschi e 24.823 femmine. I bambini di età inferiore o uguale ai sei anni assommavano a 5.334, dei quali 2.774 maschi e 2.560 femmine. Infine, coloro che erano in grado di saper almeno leggere e scrivere erano 34.522, dei quali 18.767 maschi e 15.755 femmine.